# Ceratocystis introcitrina
Ceratocystis introcitrina är en svampart som beskrevs av Olchow. & J. Reid 1974. Ceratocystis introcitrina ingår i släktet Ceratocystis och familjen Ceratocystidaceae.   Inga underarter finns listade i Catalogue of Life.